# آسا نتدلي (تيدلي)
آسا نتدلي هو دُوَّار يقع بجماعة تيزي نتاكوشت، إقليم شتوكة آيت باها، جهة سوس ماسة في المملكة المغربية. ينتمي الدوّار لمشيخة تيدلي التي تضم 9 دواوير. يقدر عدد سكانه بـ 63 نسمة حسب الإحصاء الرسمي للسكان والسكنى لسنة 2004.

## وصلات خارجية
- البوابة الوطنية للجماعات الترابية
- المندوبية السامية للتخطيط